# Operatie Albion
Operatie Albion (Duits: Unternehmen Albion) was een Duitse amfibische aanval in september en oktober 1917 op de West-Estlandse eilanden, onderdeel van Estland, dat deel uitmaakte van het Russische Rijk.

## Strategische betekenis

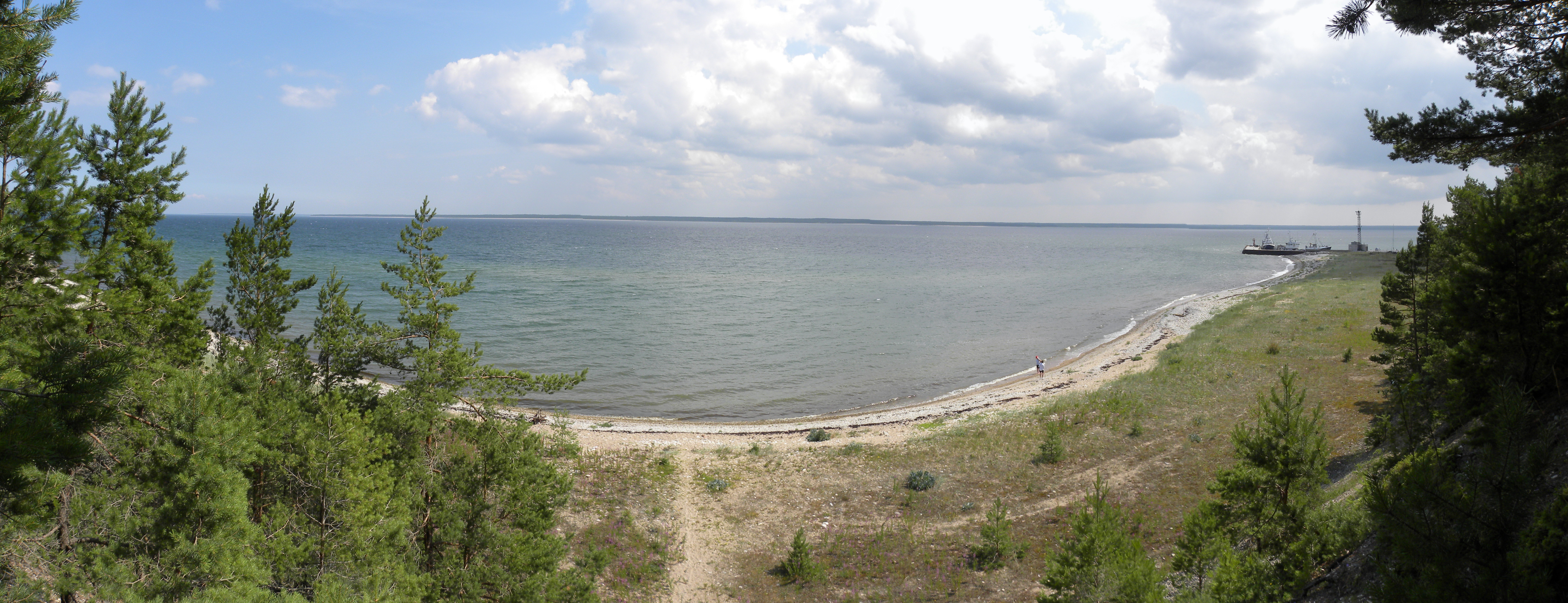
Panorama van het Duitse landingsgebied aan de Tagalahtbaai

Aan het begin van de Eerste Wereldoorlog werden de eilanden door zowel Rusland als Duitsland van weinig strategische waarde geacht. Na de Russische Revolutie van 1917 kwam de Oberste Heeresleitung echter tot de conclusie dat het bezetten van de eilanden de weg vrij zou maken voor een verovering van Petrograd (Sint-Petersburg).

## De aanval
De Duitse marine verwijderde voor de kust liggende zeemijnen en schakelde kustbatterijen uit.
De landingen begonnen op 11 oktober 1917 met een aanval op de kust van de Tagalahtbaai van het eiland Saaremaa. De Duitsers hadden op 16 oktober het eiland geheel in handen. Het Russische leger evacueerde vervolgens het nabij liggende eiland Muhu op 18 oktober. 
Na twee mislukte pogingen wisten  Duitse troepen ook te landen op Hiiumaa dat ze op 19 oktober innamen. De Russische Baltische vloot leed grote verliezen en moest zich uit de Straat van Suur terugtrekken. De Duitsers maakten na een week van gevechten bekend dat ze 20.000 man gevangen hadden genomen en 100 kanonnen veroverd.

## Slagorde

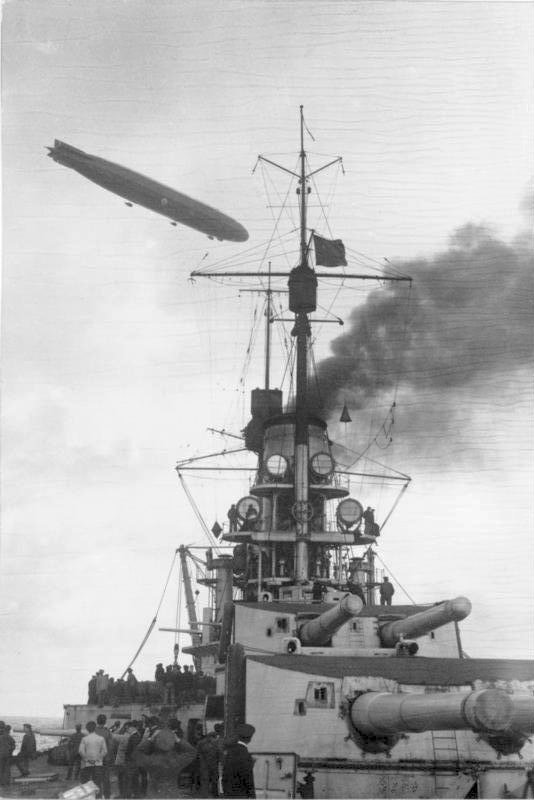
Het Duitse slagschip Grosser Kurfürst tijdens Operatie Albion

### Duitse eenheden
- 42e Infanteriedivisie
- 2e Fietsersbrigade
- Sonderverband (Vice-admiraal Erhard Schmidt)
  - Vlaggenschip: SMS Moltke
  - III Eskader: Dreadnoughts SMS König, SMS Bayern, SMS Grosser Kurfürst, SMS Markgraf en SMS Kronprinz (Vice-admiraal Paul Behncke)
  - IV Eskader: Dreadnoughts SMS Kaiser, SMS Friedrich der Große, SMS Kaiserin, SMS Prinzregent Luitpold en SMS König Albert (Vice-admiraal Wilhelm Souchon)
  - Verkenningsgroep II: Kruisers Königsberg , Karlsruhe , Danzig , Frankfurt en Nürnberg (Schout-bij-nacht Ludwig von Reuter)
  - Verkenningsgroep VI: kruisers Kolberg , Strassburg , Augsburg , Nautilus en Blitz (Schout-bij-nacht Albert Hopman)
  - Vlaggenschip torpedoboten : Emden
  - Flottiel II: 10 schepen
  - Flottiel VIII: 11 schepen
  - Flottiel VI: 11 schepen
  - Flottiel VII: 7 schepen
  - U-bootflottiel Kurland: 6 onderzeeboten
  - Sperrbrechergruppe (Mijnenvegers)
  - Sperrbrechergruppe II (Mijnenvegers)
    - 3e Halfflottiel
    - 4e Halfflottiel
    - 8e Halfflottiel

### Russische eenheden
- 425e, 426e en 472e Infanterieregiment
- Slagschepen Tsesarevich en Slava
- Pantserkruiser Admiral Makarov
- Torpedobootjagers Desna , Novik , Pobeditel , Zabijaka , Grom en Konstantin
- Kanonneerboten Chivinetz en Grozyashchi
- Mijnenlegger Pripyat

### Britse eenheden
- Onderzeeërs HMS C26, HMS C27 en HMS C32

Stallupönen · Gumbinnen · Tannenberg · Lemberg · Kraśnik · 1e Mazurische Meren · Przemyśl · Wisła · Łódź · Karpaten · Bolimov · 2e Mazurische Meren · Gorlice-Tarnówoffensief · Grote Russische terugtrekking · Narotsjoffensief · Švenčionysoffensief · Broesilovoffensief · Kerenskioffensief · Operatie Albion · Operatie Faustschlag